# Día Mundial Sin Automóvil
El Día Mundial Sin Automóvil es una celebración anual que se lleva a cabo el 22 de septiembre desde 1994 establecida y avalada por diversas ONG, gobiernos europeos y la ONU en 1999.

## Proclamación
El Día Mundial Sin Automóvil fue proclamado oficialmente el 22 de septiembre de 1999, como parte de la Semana Europea de la Movilidad, impulsado por diversas organizaciones no gubernamentales y gobiernos locales, especialmente en Europa; con el objetivo de sensibilizar a la población sobre los efectos negativos del uso masivo del automóvil en las ciudades, promoviendo el uso de medios de transporte más sostenibles como la bicicleta, el transporte público y caminar. El origen de esta iniciativa se remonta a la crisis del petróleo de 1973, cuando los Países Bajos implementaron los Domíngos Sin Autos para reducir el consumo de petróleo. Un antecedente significativo de esta proclamación se encuentra en la iniciativa que tuvo lugar en Toledo, España, en 1994. Esta ciudad organizó una de las primeras jornadas sin coches formales en el país, la cual ayudó a sentar las bases para el movimiento más amplio que culminaría en la adopción del Día Europeo Sin Coches en 1999. Durante esta primera celebración europea, 66 ciudades francesas y 92 italianas participaron en un piloto que marcó el inicio de la celebración coordinada a nivel continental. Estas jornadas permitieron a las personas experimentar un entorno urbano más tranquilo y menos contaminado, demostrando los beneficios potenciales de una menor dependencia del automóvil. Con el tiempo, estas primeras experiencias evolucionaron hacia un movimiento global más organizado, apoyado por programas como Share the Road de la ONU, que promueve la inversión en infraestructuras para peatones y ciclistas, especialmente en países en desarrollo.

## Celebración
La celebración se lleva a cabo anualmente el 22 de septiembre. Esta fecha fue elegida en 1998 para coincidir con la Semana Europea de la Movilidad, que promueve el desarrollo de buenas prácticas de movilidad urbana. Aunque hubo antecedentes en 1994, el día adquirió su forma actual en 1998. En 2000, Bogotá, Colombia, se organizaron jornadas sin auto a gran escala, logrando una reducción significativa en el número de vehículos en las calles. Desde entonces, diversas ciudades en todo el mundo han adoptado este día, cerrando sus calles al tráfico automotor y organizando actividades que incluyen paseos en bicicleta, eventos culturales y mercados callejeros. Estos eventos no solo destacan alternativas de transporte, sino que también subrayan el impacto positivo en la reducción de la contaminación del aire y la promoción de un entorno más seguro para los peatones y ciclistas. La campaña global Breathe Life (en español, respira vida), liderada por la Organización Mundial de la Salud y el Programa de las Naciones Unidas para el Medio Ambiente, apoya estas iniciativas al promover la calidad del aire y el uso de energías limpias, recordando a las comunidades los beneficios de un entorno urbano más sostenible.

## Día sin Automóvil en diferentes países

### Colombia
Actualmente sus ciudades más habitadas Bogotá, Medellín y Cali, celebran el Día Mundial Sin Automóvil.  En Bogotá la implementación del Día sin Carro se dio por primera vez en 2000. a través de un referéndum que prohíbe la circulación de automóviles particulares en la ciudad.  En otras ciudades colombianas también se lleva a cabo esta jornada en diferentes fechas, en Cali en 2018 se realizó el mismo día de la fecha internacional Día Mundial Sin Automóvil, el 22 de septiembre.

### España
La primera celebración de un día sin coches en España se remonta al 14 de octubre de 1994, cuando Toledo organizó un evento conocido como Carfree Day Proposal durante el Congreso Ciudades Accesibles. Este evento fue parte de un esfuerzo internacional para promover la movilidad sostenible y reducir la dependencia del automóvil en las ciudades. Toledo fue una de las primeras ciudades en España en adoptar esta iniciativa, que luego serviría como inspiración para futuros días sin coches tanto en España como en otras partes de Europa.

### México
En México, el evento Cambia de Carril y Muévete en Bici en la Ciudad de México, es una destacada iniciativa de movilidad sostenible. Este evento se celebra cada domingo, cerrando calles principales como el Paseo de la Reforma, permitiendo que los ciudadanos recorran la ciudad a pie, en bicicleta o en patines. Además, la Ciudad de México participa en el Día Mundial Sin Auto cada 22 de septiembre, restringiendo el tráfico automotor en áreas clave como el Zócalo para promover el uso de transporte alternativo y reducir la contaminación.

### Chile
En Chile se estableció en 2018 el último viernes de septiembre de cada año como el Día Nacional Sin Automóvil.

### Bolivia
En Bolivia, el Día del Peatón y del Ciclista en Defensa de la Madre Tierra se celebra el primer domingo de septiembre. Durante este evento, todas las calles de las principales ciudades, como La Paz y El Alto, permanecen cerradas al tráfico motorizado, transformándose en espacios para actividades recreativas y deportivas.